# 杭州八都
杭州八都，又稱杭州八都兵或八都兵，是吳越國的前身以及吳越太祖武肅王錢鏐立國的基礎。最初由董昌於王郢之亂時組織，杭州八縣各抽一千人組成八都兵。在黃巢之亂後逐步壯大。

## 杭州八都的建立與發展

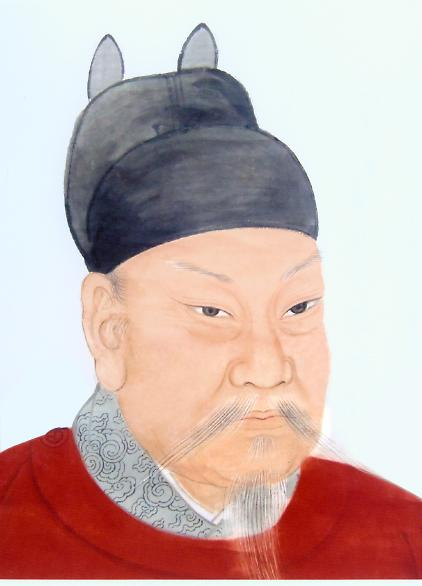
錢鏐

杭州八都原是唐末混亂時，為了抵抗王郢之亂及盜賊，所形成的杭州地方武裝力量的民團軍，以石鏡都鎮將董昌為總指揮，這點可從《舊五代史》及《資治通鑑》知道：
「屬天下喪亂，黃巢寇嶺表，江、淮之盜賊群聚，大者攻州郡，小者剽閭里，董昌聚眾，恣橫於杭、越之間，杭州八縣，每縣召募千人為一都，時謂之杭州八都。」
「王郢之亂，臨安人董昌以土團討賊有功，補石鏡鎮將。是歲，曹師雄寇二浙，杭州募諸縣鄉兵各千人以討之，昌與錢塘劉孟安、阮結、富陽聞人宇、鹽官徐及、新城杜稜、餘杭凌文舉、臨平曹信各為之都將，號杭州八都，昌為之長。」
杭州八都的組成，最簡單的說法是由杭州的八個縣，以一縣一都的方式組成。據史料記載，唐天寶元年（742年）為餘杭郡，屬江南東道，治錢塘縣，轄錢塘、鹽官、富陽、新城、餘杭、臨安、於潛、唐山八縣。乾元元年（758年）餘杭郡改為杭州，歸浙江西道節度。董昌的臨安縣「石鏡都」、曹信（黃巢之亂時由陳晟接替）的餘杭縣「臨平都」、凌文舉的於潛縣「於潛都」、杜稜的新城縣「武安都」、徐及的鹽官縣「鹽官都」、聞人宇（黃巢之亂時由成及接替）的富陽縣「富春都」、阮結的唐山縣「唐山都」和劉孟安的錢塘縣「龍泉都」。《資治通鑑》、《吳越備史》、《新唐書》三者對杭州八都組成的敘述有些許不同，今經考證以上述所列為準。

### 錢鏐掌握杭州八都
乾符六年（879年），時為董昌屬下的錢鏐率石鏡鎮兵抵抗黃巢之軍，保全杭州。九月，八都將總指揮董昌趁新任杭州刺史路審中赴任之機，奪取杭州，自稱杭州都押牙、知杭州事，並遣將吏請命於鎮海軍節度使周寶。周寶自認為力不能制董昌，遂表董昌為杭州刺史。成為杭州刺史後，董昌任命錢鏐為都指揮使，將杭州八都的指揮權交予錢鏐，是錢鏐獲得獨立地盤之始。

### 與劉漢宏之戰
中和二年（882年），浙東節度使劉漢宏命其弟劉漢宥率諸將攻擊杭州刺史董昌，被當時為董昌手下大將的錢鏐率八都兵擊敗，劉漢宏不甘失敗，再派兵進攻，又敗於錢鏐。光啟二年（886年），董昌下令錢鏐直搗越州，錢鏐遂率諸將攻擊劉漢宏，由導山深入，擊破劉漢宏的大將曹公汶，進駐豐山。劉漢宏自知不敵，率麾下死黨六百人走保台州，錢鏐斬其家眷。台州守將杜雄見大勢已去，生擒劉漢宏獻於董昌。董昌下令錢鏐將劉漢宏斬首。

### 討伐董昌
乾寧二年（895年）二月，因董昌要求朝廷封其為越王，而朝廷不同意，董昌於是在越州自立為帝，國號「大越羅平」，年號「順天」。錢鏐起初勸董昌去除帝號，向朝廷謝罪，但董昌不肯。後由於董昌聯合淮南楊行密偷襲蘇州、杭州，最終使得錢鏐從唐朝號令，率八都兵討伐董昌，並攻克越州。

## 後續
後梁開平元年（907年）五月，錢鏐被後梁封為吳越王。